# هیل‌کرست (سن دیگو)
هیل‌کرست (به انگلیسی: Hillcrest) یک منطقهٔ مسکونی در ایالات متحده آمریکا است که در سن دیگو واقع شده‌است.